# David McMurtrie Gregg

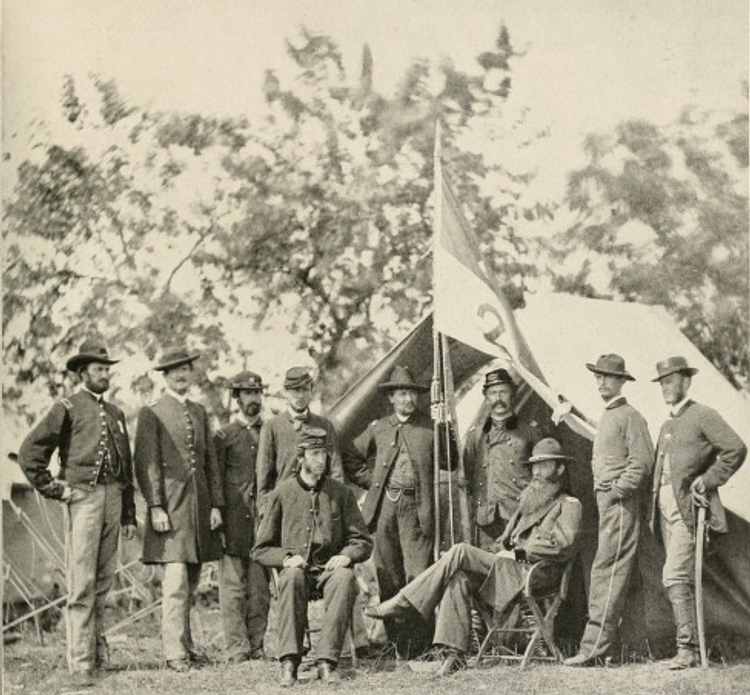
David McMurtrie Gregg (zittend met baard) met zijn staf

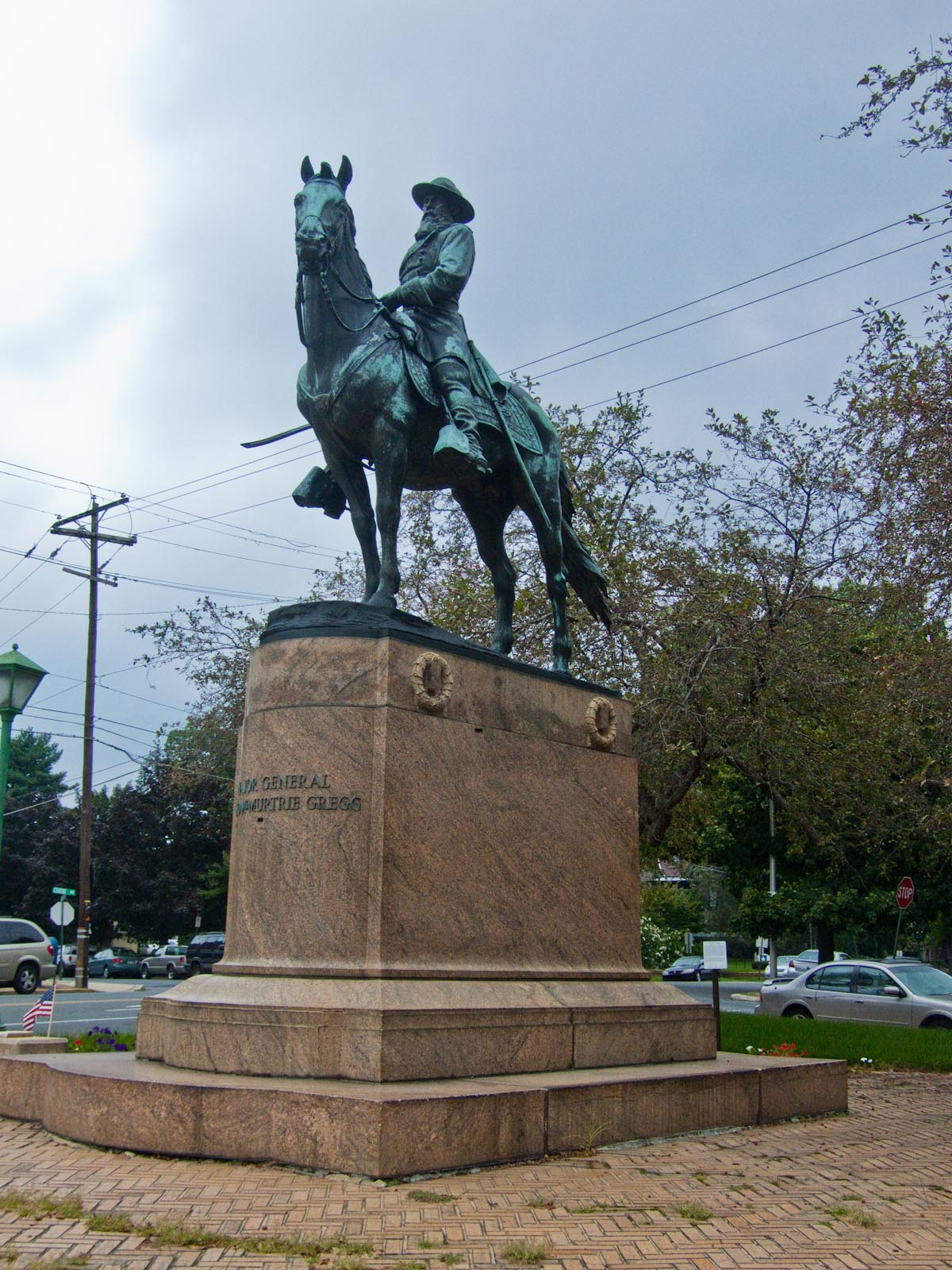
Ruiterstandbeeld te Reading, Pennsylvania

David McMurtrie Gregg (Huntingdon (Pennsylvania), 10 april, 1833 - Reading (Pennsylvania), 7 augustus 1916) was een Amerikaanse generaal die met de cavalerie vocht in de Amerikaanse Burgeroorlog.

## Beginjaren
David McMurtie Gregg was de kleinzoon van congreslid Andrew Gregg. Hij studeerde in 1855 af aan de United States Military Academy te West Point. Hij kende er J.E.B. Stuart die in 1854 afgestudeerd was en Philip Sheridan die in 1853 afgestudeerd was.
Hij ging als luitenant bij de dragonders van het 1st U.S. Dragoons.
Hij kreeg dan het bevel over een compagnie van het 1st U.S. Dragoons te New Mexico.
Zijn eenheid werd naar Californië gezonden en hij reisde samen met William Dorsey Pender. Ze kochten samen een koerspaard. Zijn eenheid ging naar Fort Vancouver in Washingtonterritorium. Hij vocht drie dagen met 160 soldaten tegen 1000 Indiaanse krijgers, die hem omsingeld hadden en kon al vechtend ontkomen.

## Amerikaanse Burgeroorlog
Bij het begin van de Amerikaanse Burgeroorlog keerde Gregg terug naar Washington. Hij werd bevorderd tot kapitein in het 3rd U.S. Cavalry. Hij werd overgeplaatst naar het 6th Cavalry Regiment (United States). Hij kreeg tyfus en lag in het hospitaal. Het hospitaal vloog in brand en Gregg ontkwam ternauwernood. In januari 1862 werd hij bevorderd tot kolonel van het 8th Pennsylvania Cavalry en vocht ermee in de Schiereilandveldtocht.
Hij onderscheidde zich in de Zevendagenslag. In de Slag bij Antietam speelde de cavalerie geen rol. Gregg kreeg verlof en trouwde op 6 oktober 1862 met Ellen F. Sheaff te Montgomery County (Pennsylvania). Ze gingen op huwelijksreis naar New York.
Gregg werd brigadegeneraal voor de Slag bij Fredericksburg, maar de cavalerie bleef er in reserve. Gregg nam het bevel over de brigade van brigadegeneraal George Dashiell Bayard over nadat die door een artilleriegranaat gesneuveld was. Generaal-majoor Joseph Hooker kreeg het bevel over het Army of the Potomac en hij reorganiseerde de cavalerie in een Cavaleriekorps onder generaal-majoor George Stoneman. Gregg kreeg in februari 1863 het bevel over de derde divisie.
In de Slag bij Chancellorsville viel het korps van Stoneman met dus ook de divisie van Gregg negen dagen lang de linkerflank van Robert E. Lee aan.
De actie leverde weinig op en generaal-majoor Alfred Pleasonton kwam in de plaats van Stoneman.
De Slag bij Brandy Station was een groot cavaleriegevecht met de sabel. Brigadegeneraal John Buford stak de Rappahannock River over bij Beverly Ford en Gregg leidde de 2e en 3e divisies over Kelly's Ford om bij Fleetwood Hill de flank aan te vallen. De zuidelijken konden Gregg terugdrijven.
Gregg leidde de 2e divisie in de Slag bij Aldie, de Slag bij Middleburg en de Slag bij Upperville. Greeg was nog onderweg toen de Slag bij Gettysburg op 1 juli 1863 begon en kwam op 2 juli aan om de rechterflank te dekken. Op 3 juli vocht Gregg tegen J.E.B. Stuart maar de slag bleef onbeslist. 
In oktober 1863 vertraagde Gregg Robert E. Lee lang genoeg tot het II Corps van Gouverneur K. Warren aankwam om Lee te stoppen. Gregg vond dat hij onvoldoende vermeld werd in het verslag van generaal-majoor George G. Meade en eiste een rechtbank om rechtzetting, zo niet zou hij ontslag nemen.
Gregg kreeg begin 1864 het bevel over het cavaleriekorps van het Army of the Potomac tot generaal-majoor Philip Sheridan aankwam. Het hoogtepunt was de Slag bij Yellow Tavern, waar J.E.B. Stuart sneuvelde. Gregg vocht in de Slag bij Haw's Shop tegen Wade Hampton III. Hampton had meer mannen, maar Gregg beschikte over Spencer repeating rifles.
In de Slag bij Trevilian Station trok Sheridan zich terug naar Bermuda Hundred en Gregg dekte de aftocht in de Slag bij Saint Mary's Church.
Gregg vocht tijdens het Beleg van Petersburg en in de Tweede slag bij Deep Bottom, de Tweede slag bij Ream's Station en de Slag bij Peebles's Farm en werd bevorderd tot generaal-majoor.

## Ontslag
Gregg nam op 25 januari 1865 ontslag:

Na meer dan drie jaren ononderbroken dienst aan het front als commandant van de cavalerie in het Army of the Potomac is mijn aanwezigheid thuis vereist door dringende persoonlijke aangelegenheden, zodat ik mijn ontslag uit de dienst niet kan uitstellen.

Gregg vestigde zich in het huis van zijn vrouw te Reading (Pennsylvania). Hij begon een boerderij bij Milford (Delaware). In 1868 vroeg hij om terug in het leger te mogen, maar het bevel over de cavalerie dat hij wenste ging naar zijn neef John Irvin Gregg en David McMurtie Gregg bleef burger. In 1874 benoemde president Ulysses Grant Gregg tot consul in Praag, maar hij keerde terug toen zijn vrouw heimwee kreeg.
Gregg verzamelde fondsen om het Valley Forge National Historical Park te beschermen als erfgoed. Hij bezocht dikwijls Gettysburg Battlefield en stak redevoeringen af In 1891 ging hij in de politiek en werd hij verkozen tot Pennsylvania Auditor General.

## Militaire loopbaan
- Brevet Second Lieutenant: juni 1855[5]
- Second Lieutenant: 4 september 1855[2]
- First Lieutenant: 21 maart 1861[6][2]
- Captain: 14 mei 1861[2]
- Colonel: 24 januari 1862[5]
- Brigadier General: 29 november 1862[2]
- Brevet Major General: 1 augustus 1864[2]
- Uitdienstgetreden: 3 februari 1865[2]